# Copa Cidade de Natal 1946
In 1946 werd de Copa Cidade de Natal gespeeld voor voetbalclubs uit de Braziliaanse staten Ceará, Pernambuco, Paraíba en Rio Grande do Norte. Alle wedstrijden werden gespeeld in de stad Natal. De competitie werd gespeeld van 13 juli 1946 tot 21 mei 1947 en werd gewonnen door Fortaleza. Het was de eerste grote competitie voor clubs uit de Regio Noordoost.

## Groepsfase
| Plaats | Club              | Wed. | W | G | V | Saldo | Ptn. |
| ------ | ----------------- | ---- | - | - | - | ----- | ---- |
| 1.     | América de Natal  | 3    | 2 | 1 | 0 | 8:4   | 4    |
| 2.     | Treze             | 3    | 2 | 1 | 0 | 8:7   | 4    |
| 3.     | Fortaleza         | 3    | 2 | 1 | 0 | 9:9   | 4    |
| 4.     | América do Recife | 3    | 0 | 0 | 3 | 5:10  | 0    |

|  | Play-off |

Wedstrijden
| Team 1           | Uitslag | Team 2            | Datum      |
| ---------------- | ------- | ----------------- | ---------- |
| América de Natal | 5-1     | Treze             | 13-07-1946 |
| Fortaleza        | 5-4     | América do Recife | 14-07-1946 |
| Treze            | 4-2     | Fortaleza         | 16-07-1946 |
| América de Natal | 1-2     | Fortaleza         | 18-07-1946 |
| Treze            | 3-0     | América do Recife | 19-07-1946 |
| América de Natal | 2-1     | América do Recife | 20-07-1946 |

## Play-off

### Halve finale
In de tweede wedstrijd verliet Treze na 85 minuten het veld omdat het een penalty tegen kreeg, waarop América tot winnaar werd uitgeroepen. 
| Team 1           | Uitslag | Team 2 | Datum      |
| ---------------- | ------- | ------ | ---------- |
| América de Natal | 4-3     | Treze  | 01-05-1947 |
| América de Natal | 1-2     | Treze  | 04-05-1947 |

### Finale
| Team 1           | Uitslag | Team 2    | Datum      |
| ---------------- | ------- | --------- | ---------- |
| América de Natal | 2-2     | Fortaleza | 18-05-1947 |
| América de Natal | 1-3     | Fortaleza | 21-05-1947 |

### Kampioen
| Copa Cidade de Natal de 1946  |
| Ceará                         |
| ----------------------------- |
| FORTALEZA Kampioen (1° titel) |